# Bendiwata
Bendiwatta is een plaats aan de Gran Rio in Suriname. Het ligt enkele dorpen stroomafwaarts vanaf Kajana en de Kajana Airstrip.
Het ligt in het Langugebied. Er is een stroomvoorziening door middel van een lichtmotor in Kajana.
Het dorp speelt een belangrijke rol in de acceptatie van een nieuw aangetreden granman van de Saramaccaners. Volgens de traditie zou hij op zijn knieën (waka ku kini) offers moeten brengen en vergeving moeten vragen aan de bezweringsgod (Spogadu). De traditie gaat terug op een vertelling waarin Wetiwoyo zijn vader Kofi Bonsuma in 1835 zou hebben behekst en het ambt van granman meenam naar Pikin Rio.
Abenaston · Adawai · Akisiaman · Akwaukondre · Amakakondre · Asenbaso · Asidonhopo · Aurora · 
Begoeba · Begoon · Bekiokondre · Bendikwai · Bendiwata · Biudoematoe  · Bofokoele · Botopasi ·
Dan · Dangogo · Daume · Debikè · Deboo · Djemongo · Djoemoe · Duwatra ·
Foetoenakaba · Gingiston · Goddo · Godowatra · Goejaba · Gran Slee · Grantatai · Gunsi ·
Heikoenoenoe · Jawjaw ·
Kaajapati · Kajana · Kambaloea · Kampoe · Koonoo · Kuututen ·
Ladouanie · Lespansi · Ligorio · Malobi · Malroseekondre · Masiakriki · Moitori ·
Nazaleti · Nieuw-Aurora · Padalafanti · Pambo Oko · Pikin Slee · Pingpe · Pokigron ·
Saloebanga · Semoisi · Soolan · Stonhoekoe · Tjaikondre · Toemaripa · Toetoeboeka